# Макризі
Такі ад-Дін Ахмед ібн Алі аль-Макризі (Аль-Макризі араб. تقى الدين أحمد بن على بن عبد القادر بن محمد المقريزى; Каїр, 1364 — 1442, там же) — єгипетський історик та географ у часи мамлюкського панування.

## З біографії та доробку
Аль-Макризі народився в Каїрі у родині Бану-л-Макризі, вихідців із гірського Лівану.
Отимав освіту в традиціях шафіїтського мазхабу. Потому посідав посади каді, мухтасиба й викладача в медресе.
Під час перебування в Дамаску (1408—18) Аль-Макризі викладав у медресе, розпоряджаючись вакуфом. Після повернення до Каїру цілком присвятив себе студіям і письменницькому заняттю.
Найвідомішим із опублікованих творів Макризі є Кітаб ассулук лі марифат дуваль аль-мулюк («Книга шляхів до пізнання правлячих династій») — присвячений історії Айюбідів та мамлюків; викладення у цьому трактаті доведено до 1440 року.
Ще одна цінна праця Макризі — Кітаб аль-маваїз ва-ль-ітібар фі зікр аль-хітат ва-аль-асар («Книга повчань і настанов у оповіді про квартали та пам'ятки») є справжнім історико-географічним оглядом Єгипту. Ця книга містить, серед іншого, біографії емірів та інших видатних особистостей, а так само свідоцтва з історії доби Фатимідів. Особливої ваги цій роботі Макризі надає той факт, що в ній автор помістив уривки з творів інших письменників, його попередників, деякі з яких не дійшли до нашого часу.
Макризі також відомий написанням трактату про мусульманські міри й ваги.